# Görgényszentimre
Görgényszentimre (románul: Gurghiu, németül: Görgen vagy Sankt-Emrich) falu Romániában, Maros megyében. Görgényszentimre község központja és legnagyobb falva. A megye északkeleti részében helyezkedik el, a Görgény folyó völgyében, Szászrégentől 12, Marosvásárhelytől 40 kilométerre. Népessége 2011-ben 1992 fő volt. Alaprajza téglalap alakú, mely a völgy irányában (kelet-nyugat) megnyúlt, központjában pedig tér, templom, dendrológiai park, és egy vadászkastély is van.
A Görgény-vidék egyik legrégebbi települése, legelőször 1248-ban említik. Története összefonódik a görgényi uradaloméval és a görgényi váréval. A vár valószínűleg a 14. század elején épült és kezdetben az uradalmat birtokló zászlósúr, később a székely ispán, majd az erdélyi fejedelem birtoka volt. A fejedelmek szívesen tartózkodtak Görgényszentimrén, és 1642-ben I. Rákóczi György felépíttette a Rákóczi-kastélyt a várdomb aljában. A falu központját a nemesek birtokai alkották, a többi lakó (román jobbágyok és székely darabontok), akik a várnak teljesített katonai vagy karbantartói szolgálatot, a falu szélén emelték házaikat. A vár 1708-ban elpusztult, az uradalom 1869-ben visszaszállt a kincstárra, a Rákóczi-kastély pedig Rudolf herceg vadászkastélya lett; később iskolát rendeztek be benne. A 20. század második felében az addig többségben levő magyar lakosság elvándorolt.
Gazdaságában a középkortól kezdve nagy jelentősége volt a vadászatnak, halászatnak és fakitermelésnek, a 17. században pedig megjelent az ipar is. Látványosságai a Rákóczi-kastély és parkja, és a környéki természetvédelmi területek. Jellegzetes hagyománya a Görgény-vidéki románok Szent György-napi leányvására.

## Neve és címere
A Görgény előtag eredetére számos magyarázat született. Kiss Lajos nyelvész az 1281-ben adatolt és talán német eredetű Gergen személynévvel hozza összefüggésbe, Rásonyi László pedig egy török közszóból eredezteti, melynek párhuzama az oszmán-török gürgen (ağacı) vagyis bükk(fa). Egyéb magyar vonatkozású, kevéssé valószínű néveredet-magyarázatok: a Gergely személynév, vagy a folyóra vonatkozó „görgetni” szó. Utótagját Szent Imrének szentelt templomáról kapta.
Román etimológusok szerint a Gurghiu név eredete a latin gurgulio, amely gurguiként honosodott meg a románban hegyormot, magaslatot jelentve (a vár dombjára utalva), a magyar elnevezés pedig a román átvétele. Egy másik feltételezés szerint a török eredetű román gorgan (halom) szóból származik. Gustav Kisch szerint a román (és ebből kifolyólag a magyar) név a német Burg (vár) szóból ered, vagyis a falu fölött emelkedő 14. századi várról nevezték el a vidéket, és ezáltal a folyót, hegységet, és a települést.
Első fennmaradt említése 1248-ből származik Gurgen néven egy IV. Béla magyar király által aláírt, az Egri főegyházmegyére vonatkozó okmányban. A 13–14. századokban Gorgen, Gurghyn, Georgen, Goergeny, Geworgeij stb. neveken említik. A Zenthemreh (Szentimre) név legelőször 1453-ban jelent meg; 1602-ben Szent-Imreh. A várat ábrázoló 1699-es lenyomaton a Gürgűny változat olvasható.
A falu (és a község) 2014-ben elfogadott címere háromszögletű, lekerekített szélű pajzs. A középső mezőben zöld dombon álló ezüst várfal jelképezi a görgényi várat és annak magaslatát, a dombot átvágó ezüst szalag pedig a Görgény folyót. A bal és jobb vörös mezőkben elhelyezett nárciszok illetve makkok a nárciszmezőre illetve a Mocsár-erdő ősi tölgyeire utalnak. A falkorona a községi rangot jelöli.

## Földrajza
A Görgény-vidék nyugati részén helyezkedik el, a Rákóczi-hegy (románul Dealul Gurghiu) és a Mocsár-erdő (Mociar) közötti völgyben, a Görgény (Gurghiu) folyó bal partján. Távolsága Szászrégentől 12 kilométer, Marosvásárhelytől 40 kilométer. A faluközpont tengerszint feletti magassága 416 méter. A falutól keletre két fontos mellékvíz ömlik a Görgény folyóba, a jobb oldali Kásva (Cașva) és a bal oldali Orsova (Orșova).
Az időjárás hűvös, nyirkos és csapadékos. 1971-ben közölt adatok szerint az évi átlaghőmérséklet 6 és 8,4 °C között mozog; harminc éves átlagból számolva a januári átlaghőmérséklet a legalacsonyabb (–4,9 °C), a júliusi pedig a legmagasabb (19,7 °C). Az évi átlagos csapadékmennyiség 732 mm (összehasonlításul a Mezőségen 570 mm). Télen hull a legkevesebb csapadék, vagyis a hideg idő ellenére a hótakaró általában igen vékony és tavasz elején hamar elolvad. A környező hegyek megvédik a Görgény-völgyet az erős északkeleti szelektől. A 2023-ban közölt adatok hasonlóak: az évi átlaghőmérséklet 8 °C (a januári –4 °C, a júliusi 19 °C), az évi csapadékmennyiség 629 mm.
Növényzete az éghajlat befolyását tükrözi. A falut körülvevő dombokat kocsánytalan tölgy borítja, melybe néhol bükk keveredik; nagyobb magasságokban a lucfenyő is jellemző. Az erdőszéleken mogyoró és szeder nő, a vízfolyások mentén pedig fűz, éger, és néhol mocsarakra jellemző növényzet (boglárka, bojtorján). Megjegyzendő, hogy a Rákóczi–Bornemisza-kastély parkjában 70 endemikus növény mellett több, mint 120 egzotikus növényfajtát honosítottak meg. A falutól délnyugatra, a Görgény folyó mocsaras teraszán található a Mocsári évszázados tölgyerdő rezervátum (Pădurea Mociar), egy 569 hektáros Natura 2000 természetvédelmi rezervátum (a védett terület 48 hektár), melyet az egyik legősibb romániai erdőnek tartanak; a mintegy 300 kocsányos tölgy, kőris, gyertyán, nyárfa 650–720 éves. Az erdő életképessége sajnos legyengült, a fák többsége kiszáradt. A falutól keletre helyezkedik el a három hektáros Görgényszentimrei nárciszmező rezervátum (Poiana narciselor) tájvédelmi terület.
Ami a faunát illeti, a Görgény-vidék állatvilága igen gazdag. Az emlősök közül megtalálható a medve, farkas, hiúz, róka, vidra, nyest, vaddisznó, gímszarvas, őz, mezei nyúl, mókus. A 17–20. századokban az osztrák–magyar méltóságok számos nagy vadászatot szerveztek itt. A madarak főbb képviselői a búbospacsirta, fácán (a Mocsár-erdő környékén), fenyőszajkó, kakukk, zöld küllő, kuvik, fekete rigó, erdei szalonka, tengelic. A Görgény folyó itteni szakaszán élőhelyet talált a márna, a paduc, a nyúldomolykó, a botos kölönte és a pénzes pér.

## Története
Vidékét már az újkőkorszakban is lakták; egy Görgényadorján melletti barlangban nyílhegyeket és egy csiszolt kőbaltát találtak. Az ókorban géta-dák pásztorkodó népek éltek itt, a római hódítás pedig nem volt különösebb hatással a félreeső, nyirkos, rossz termőföldű helyre, ahol az emberek továbbra is változatlanul éltek. Mi több, Erdély belsejéből is a periférikus helyekre (így például a Görgény völgyébe) húzódtak a földjeiktől megfosztott dákok. Római jelenlétre nincs közvetlen bizonyíték a környéken, bár Ipolyi Arnold és Vass József szerint Görgény vára egy korábbi római erődítmény romjaira épült, Ornstein József pedig feltételezett egy Capora nevű castrumot, amely a marosvécsi és a mikházai erődökkel állt kapcsolatban.
A következő évszázadokban gótok, kárpok és más vándorló népek uralták a vidéket, majd szlávok érkeztek, akik beleolvadtak a helyi népességbe (a Görgény völgyében számos földrajzi név szláv eredetű). Az elszigeteltség miatt itt nem alakultak ki az Erdély legtöbb részére jellemző hűbéri politikai formák. A 11. században Erdély a magyarok fennhatósága alá került, a Görgényi-havasok és a Görgény folyó völgyébe valószínűleg a 12. század első negyedében hatoltak be, majd pedig a 13. században létrehozták a görgényi kincstári uradalmat Görgényszentimre központtal, hogy kiaknázhassák az ásványkincseket és az erőforrásokat. Ez volt Erdély legkeletibb uradalma, és területének mintegy 1%-át fedte le. 1557-ben 27 falu tartozott hozzá, 1562-től pedig további hét (bár ezek 1602-ben visszakapták a szabadságukat). Uradalmi központként és várként Görgényszentimrének vásárjoga is volt, vagyis a mezővárosok (oppidum) közé tartozott; 1453-ban említik legelőször ilyen minőségben, és 1886-ig volt mezőváros.
Görgény várát egyes vélemények szerint a honfoglalás után, a vármegyék szervezését követően építették fel egy régebbi erődítmény alapjain, más források viszont a 14. század elejére, I. Károly idejére teszik keletkezését, mikor a belháborúk miatt szükséges lett egy királyi központ létrehozása a Felső-Maros mentén. Kezdetben az uradalmat birtokló zászlósúr, később pedig a székely ispán székhelye volt (ez utóbbit okmányban legelőször 1357-ben erősítik meg). 1526-ban a székely ispánsági tisztség megszűnt, viszont az Erdélyi Fejedelemség megalakulása után a fejedelmek a székely ispán címet is felvették, és átvették jogaikat és birtokaikat. Ugyanekkor az uradalom királyi helyett fejedelmi birtok lett. A fejedelmek szívesen tartózkodtak Görgényszentimrén, és 1642-ben I. Rákóczi György felépíttette a Rákóczi-kastélyt a várdomb aljában, majd magát a várat is kijavíttatta. A vár védelmét 51 darabont látta el. A Rákóczi-szabadságharc alatt, 1708-ban az osztrákok lerombolták a várat, az uradalmat pedig 1717-ben a Habsburg-hű katolikus Bornemisza családnak adták zálogba (a zálogjogi átadás azonban csak 1734-ben történt meg).
1709-ben pestis dúlt a településen. 1735 után Bornemisza Ignác csíki székely darabontcsaládokat telepített le a helység északi–északkeleti peremén; az így létrejött településrészt Székelyvárosnak, a korábbi települést Alszegnek nevezték el. A székelyeknek külön bírójuk volt és megtartották katolikus vallásukat. Plébániájukat és iskolájukat is 1810-ben alapították. Székelyváros és Alszeg közigazgatása csak 1865-ben egyesült. A magyarok máig a település keleti, északkeleti részén laknak.
1835-ben a Mária Terézia által tett ígéret dacára a kincstár visszakövetelte a zálogba adott uradalmat a Bornemisza családtól, és pert indított ellenük. A bárói család azzal érvelt, hogy nagy összegeket fektetett a birtokba, az időközben létrehozott manufaktúrákra és építkezésekre hivatkozva. Az évtizedekig húzódó per végül 1869-ben zárult le, mikor a család 450 000 forint fejében beleegyezett, hogy visszaszolgáltassa az uradalmat. 1881-ben I. Ferenc József fiának, Rudolf trónörökösnek adományozta az uradalmat, a trónörökös pedig átalakíttatta a Rákóczi–Bornemisza-kastélyt vadászatai számára. A híres görgényi vadászatokon részt vett többek közt VII. Eduárd brit király, I. Ferdinánd bolgár cár és Ferenc Ferdinánd. 1893-ban a kastélyban erdészeti szakközépiskolát rendeztek be, ezt a funkcióját a román hatalomátvétel után is megtartotta.
Közigazgatásilag Torda vármegye Görgényi járásához, majd Trianonig Maros-Torda vármegye Régeni alsó járásához tartozott.
A történelem viszontagságai a 20. században sem kerülték el a falut. Az első világháborúban, 1916-ban az Erdélyre törő románok egyik hadosztályának csapatai a Görgény völgyén keresztül nyomultak Erdély belseje felé, legyőzve a védőket, elfoglalva a völgy falvait. Szeptember végére Görgényszentimre magasságába értek, azonban a központi hatalmak ellentámadása miatt ezt a pozíciót csak rövid ideig tudták tartani, és október 4-én visszavonultak. A harc alatt egy lövedék eltalálta és lerombolta a katolikus templom tornyát. 1918 végén, a központi hatalmak összeomlása után a románok elüldözték a Görgény-völgyi magyar tisztviselőket és megtámadták a fát szállító vonatokat; a fosztogatásnak csak a december 8-án bevonuló román hadsereg vetett véget. A második világháború alatt, 1944. szeptemberében a falu környékén három héten keresztül dúltak a harcok, a falu keleti része leégett, az épületek nagy része megsemmisült. A magyarok október 3-án hagyták el a Görgény völgyét.
A második világháború után Görgényszentimre Maros tartomány, a Magyar Autonóm Tartomány, majd Maros-Magyar Autonóm Tartomány része volt (Régeni rajon). 1968-ban a megalakuló Görgényszentimre község székhelye lett. 1970 tavaszán a nagy erdélyi árvíz jelentős károkat okozott a faluban, a termés elpusztult. Az árvizek megrongálták az 1904-ben létesített Görgény-völgyi erdészvasutat is, újjáépítése nem volt gazdaságos, így teljes egészében felszámolták.

## Leírása

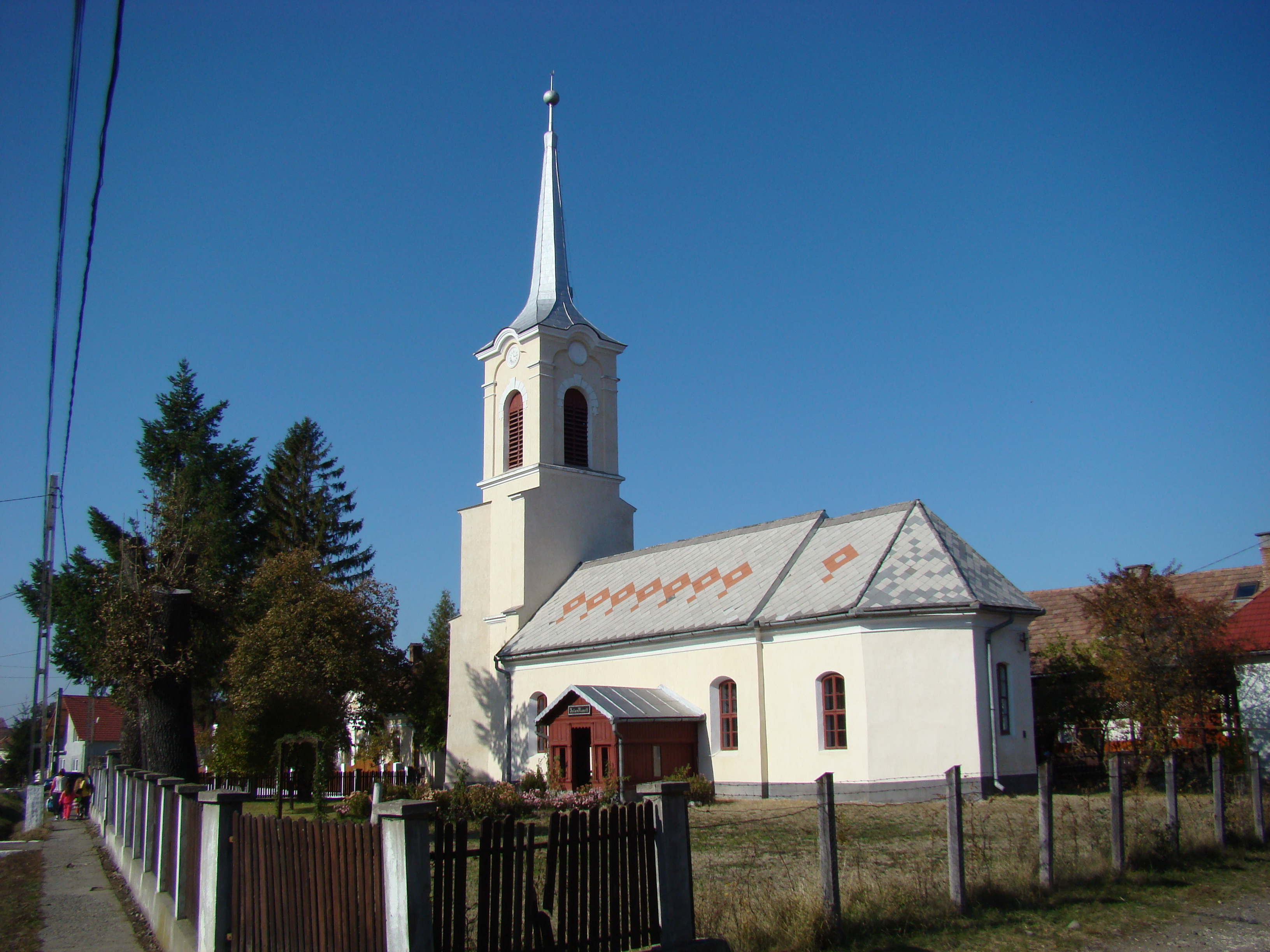
A református templom

Görgényszentimre a Görgény-vidék és Maros megye egyik legrégebbi települése, legelőször 1248-ban említik. Története összefonódik a görgényi uradaloméval és a görgényi váréval. Mivel erdős vidéken fekszik, a házak jelentős része fából épült, különösen a régebbiek; legtöbbjük cseréppel fedett. A település alaprajza téglalap alakú, mely a völgy irányában (kelet-nyugat) megnyúlt, központjában pedig tér, park, és a Rákóczi-kastély van. Szembetűnő az ellentét a faluközpont és a külső részek között: míg a központban elszórt házak és nagy kertek, udvarok vannak, a periféria zsúfoltabb. Ez annak tudható be, hogy a központi részen voltak a nemesi családok birtokai, az újonnan beköltözöttek pedig a falu szélein hoztak létre utcákat.
A Rákóczi-domb tetejéről, melyen a kápolna és a görgényi vár romjai állnak, fenséges panoráma nyílik a Görgényi-havasoktól egészen a Szászrégenen túl húzódó tájra.

### Népesség
Görgényszentimrén kezdetben a nemesi családok építkeztek és az ő birtokaik alkották a központot; a későbbi betelepülők a falu szélén emelték házaikat. A lakók nagy része darabontként a várnak teljesített katonai vagy karbantartói szolgálatot. A román lakosok főként azoknak a jobbágyoknak a leszármazottai, akiket a többi Görgény-völgyi faluból telepítettek be.
A település lakossága a reformáció alkalmával, a 16. század utolsó évtizedeiben református vallásra tért, és a protestantizmus innen terjedt tovább a Görgény vidékén. Az első ismert református lelkész Tamásfalvi Boldizsár volt, akinek nevét egy 1591-es okmány említi. Egy 1619-es okmány Csengeri György prédikátort említi, és ebből az évből fennmaradt egy ezüstpohár és egy óntányér is. 1641-ben megalakult a Görgényi református egyházmegye, mikor a Marosi egyházmegyéből kiváltak a Torda és Kolozs vármegyei gyülekezetek. A Habsburg-hatalomátvétel után az egyházmegyét támadások érték a katolikusok és az őket támogató Bornemiszák részéről, a 19. század közepétől a 20. század közepéig pedig már a katolikusok voltak relatív többségben a településen.
1672-ben Moldvából érkezett örmény kereskedők és iparosok települtek be, akár csak több más határ-közeli településre (Beszterce, Gyergyószentmiklós). 1715-ben itt tartották az örmény klérus és a laikusok püspökválasztó gyűlését.
Az 1720-as összeírás szerint Görgényszentimrén 12 nemes, 10 jobbágy, 4 zsellér, 5 taksás és szabados és 14 egyéb lakos élt. 1835-ben és 1842-ben is görögkatolikus esperesség székhelyeként említik.
A 19–20. századokban a népesség magyarok, románok és cigányok között oszlott meg; a magyarok a 20. század közepéig voltak többségben, jelentős román kisebbséggel. 1850-ben 1649 lakosából 899 volt magyar, 506 román, 190 cigány és 34 német nemzetiségű; 723 római- és 559 görög katolikus, 331 református és 27 evangélikus vallású. 1910-ben 1817 lakosából 1215 volt magyar és 560 román anyanyelvű. A két világháború között a románok száma csökkent, a magyaroké viszont növekedett; a 20. század közepén azonban megfordult ez a tendencia. Míg 1941-ben a lakosság 56%-a volt magyar, addig 2011-ben már csak 12% (1992 lakosából 240 magyar, 1283 román, és 419 cigány). A magyarok száma az elvándorlás és a többségbe került románságba való asszimiláció miatt csökkent le. Magyar nyelvű oktatás az 1987–88-as tanév óta nincs a településen. 1990 óta a falu népessége csökken, mely a negatív szaporulatnak és az elvándorlásnak tudható be.
Neves szülöttei Deutsek-Pásztai Géza jogász, szociáldemokrata politikus (1892–1971) és Dávid Teréz író (1906–2002). Innen származott Berzenczey László (1820–1884) országgyűlési képviselő.

### Gazdaság

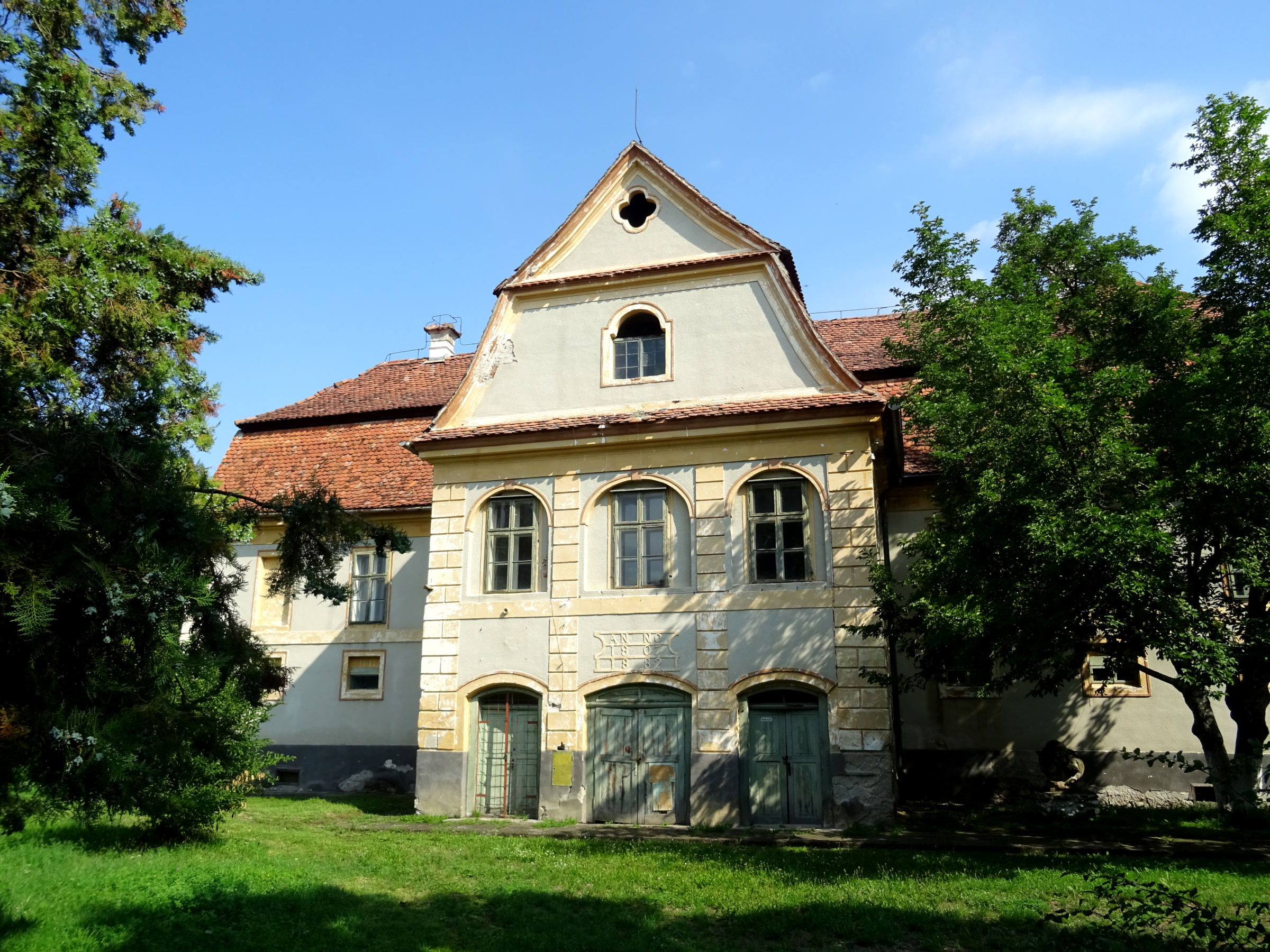
A Rákóczi-kastély egykori gazdasági épülete

Ami a falu környékének geológiáját illeti, homokos és agyagos kőzetekből áll mindössze 1-3% humusztartalommal, így nem kedvez a mezőgazdaságnak. Ezen felül a hideg, nedves idő és a késő tavaszi, kora őszi fagyok is káros hatással vannak a növénytermesztésre. A mezőgazdasági terület 1969-ben 1020 hektár volt, ebből 281 ha szántóföld (melyen főként búzát, rozsot, árpát termesztettek), 721 ha legelő, 18 ha kert. Jelentős a vöröshagyma termesztése. Házikertekben ellenálló szőlőfajtákat (például Izabella) is nevelnek. Ami az állattenyésztést illeti, a fő haszonállat a juh.
A falu gazdaságában a középkortól kezdve nagy jelentősége volt a vadászatnak, halászatnak és fakitermelésnek, és nagy hagyománya volt a fazekasságnak is. A fejedelmek emellett az iparra is hangsúlyt helyeztek, hogy kiegészítség a birtok jövedelmeit, már a 17. században manufaktúrákat alapítottak, ahova szlovák, német, székely, olasz mesterembereket hoztak. 1714-ben papírmalom létesült a Görgény folyón, egy korábbi (legelőször 1688-ban említett) papírmalom helyén, és 1873-ig állt fenn; a korabeli beszámolók szerint papírja „durva, kézsértő, szőrszálas, torha volt”. Az új papírmalom létesítése után néhány évvel a Bornemisza család porcelángyárat alapított a településen a kastélytól keletre. A kaolintartalmú földet Szindről és Gyergyószárhegyről, a zománcot pedig Budapestről és Csehországból szerezték be. 1870-ben kincstári tulajdon lett, majd haszonbérbe adták egy Petru Trepera nevű olasz származású kereskedőnek. A porcelángyár a 20. század elején megszűnt, mivel nem tudott versenyezni a nagy gyárakkal; a második világháború harcai alatt az épületek megsemmisültek, ezután gabonaőrlő malom épült a helyén. Rövid ideig pálinkafőzde is fennállt, azonban a vidék gabona- és gyümölcstermelése kevés volt a működtetéséhez.
Az egyetlen Székelyföldön kívüli település volt, amelynek lakói komolyan foglalkoztak a borvíz kereskedelmével.
A községben a kommunista hatalomátvétel utáni kollektivizálás nem zajlott zökkenőmentesen; a községi néptanácsi elnök, a néptanácsi titkár és a helyi tanító kényszerítést és erőszakot alkalmazott, hogy a falubelieket beléptessék a megalakuló mezőgazdasági társulásba, kisajátították a legjobb földeket, három kuláknak minősített gazdát pedig jogalap nélkül kilakoltattak házaikból. Az esetről 1953-ban tudomást szerzett a tartományi bizottság, a községi néptanácsi elnököt és titkárt, továbbá a rajoni főbegyűjtőt leváltották és kizárták a pártból, az előbbi kettő ellen pedig ügyészségi eljárást is indítottak.

### Oktatás és kultúra
A görgényszentimrei oktatás története a középkorba nyúlik vissza. A magyar református egyházközség a 16. században alakult meg és valószínűleg ekkor alapították iskolájukat is, bár okmányban csak 1709-ben említik. Román görögkatolikus iskoláját 1807-ben alapította Petru Maior, mikor Bornemisza báró iskolaépület és tanítói lakás építését hagyta jóvá. Római katolikus iskolája 1810-ben épült, azelőtt a katolikus oktatás a kastély egyik helyiségében folyt. A falu állami iskolája 1876-ban nyílt meg, 1893-ban pedig a kastély épületében erdészeti szakközépiskola létesült. A kommunista hatalomátvétel után nagy hangsúly fektettek a nép oktatására és művelésére, az írástudatlanság felszámolására, a sportra. 1952-ben felavatták a kultúrházat, ahol könyvtár is nyílt. Az 1959–60-as tanévben a román hatalom egyesítette a román és magyar tannyelvű oktatási intézményeket. Emiatt, és az etnikai arányok változása miatt a magyar nyelvű oktatás elsorvadt, majd 1988-ban megszűnt.
A Görgény völgyében a magyarok és a románok az évszázadok során hatással voltak egymás nyelvére és kultúrájára. A románok számos szót vettek át a magyar nyelvből (például astaluș = asztalos, haieu = hajó, mucicoș = mocskos, teglă = tégla, hălădui = haladni, vădăslui = vadászni), a magyarok pedig a román nyelvből. Egymás népviseletére is hatással voltak, például a tiszta román falvak népviselete eltér az olyan falvakétól, ahol magyarok vagy szászok is laktak.
A Kolozsvár napilap a beszámolt a helyi népviseletről és táncokról Rudolf herceg egy 1888. októberi vadászata alkalmával rendezett ünnepélyen. A román legények fehér posztónadrágot, bocskort, hosszan kilógó és színes gyapottal kivarrt inget, tarka és gombokkal kivert öveket és szalagokkal, tollakkal díszített nagykarimájú kalapot viseltek. Az öltözéket a lábszárakra kötött rézzörgők és faragott ólmos bot egészítette ki. A román leányok hosszú és bő, színes fonalakkal díszített vászoninget, égszínkék, arany és ezüst fonalakkal átvarrt katrincát, három-négy különböző színű fejkötőt, színes gyöngyöket, nagy piros csizmát viseltek. A magyar és szász legények egyszerűen voltak öltözve, a szász leányok fehér szoknyát és kötényt, színes szalagövet, díszes bársony föveget hordtak. „Nyomban kezdetét vette a népmulatság, melyet a szász fiatalság kezdett meg egy keringővel. (...) Ezek után a románok tánczolták el a zsukáta első részét, nagy kurjongatásokkal kísérve; ennek befejeztével a magyar fiatalság állott elé, kik a verbunkost tánczolták, oly hévvel és erővel, hogy a magas vendégek egészen körülvették a tánczosokat, csak hogy annál jobban láthassák őket; a sebest majd a lassú-magyar váltotta fel, a melyet szintén látható érdeklődéssel szemlélt úgy Ő fensége, mint magas vendégei. A magyarok után megint a román fiatalság állott elő s tánczolta el a zsukáta második felét is, roppant kurjantások, ugrálások között, a mi különösen a walesi herczeget, a portugál trónörököst és Ottó főherczeget lepte meg igen nagyon, mint a kik ilyesmit még soha sem láttak.”
A falu jellegzetes hagyománya a románok leányvására, melyet régen a kastély közelében tartottak a Szent György-napi vásár alkalmával; ma a hagyományőrzők a Mocsár-erdőnél elevenítik fel. 1887-ben Pallós Albert ír róla beszámolót, és megemlíti, hogy ez a vidék románságának egyik nevezetes tavaszi ünnepe: „[leányvásár] a neve a görgényszentimrei évenként május 5-én, az oláh Szent-György napon megtartatni szokott vásárnak, melyet az egész vidék oláhsága itt szokott megünnepelni”. A vásárra már hetekkel korábban elkezdődik a készülődés, a nevezetes nap hajnalán pedig szinte mindenki Görgényszentimrére indul a környező falvakból: elöl a legények cigányzenészekkel, majd a leányok, akik csak a falu közelében, az erdőben öltöznek át ünneplő ruhájukba. A vásár megszemlélése után kezdetét veszi a délután négy-öt óráig tartó tánc, amelyben először csak a legények, majd a párok vesznek részt, és a fiatalok általában itt választják ki jövendőbelijüket. Nem volt ritka a leányrablás sem, mikor egy legénynek egy másik faluból származó lány tetszett meg, akit elrabolt és felvitt havasi tanyájára.

### Látnivalók

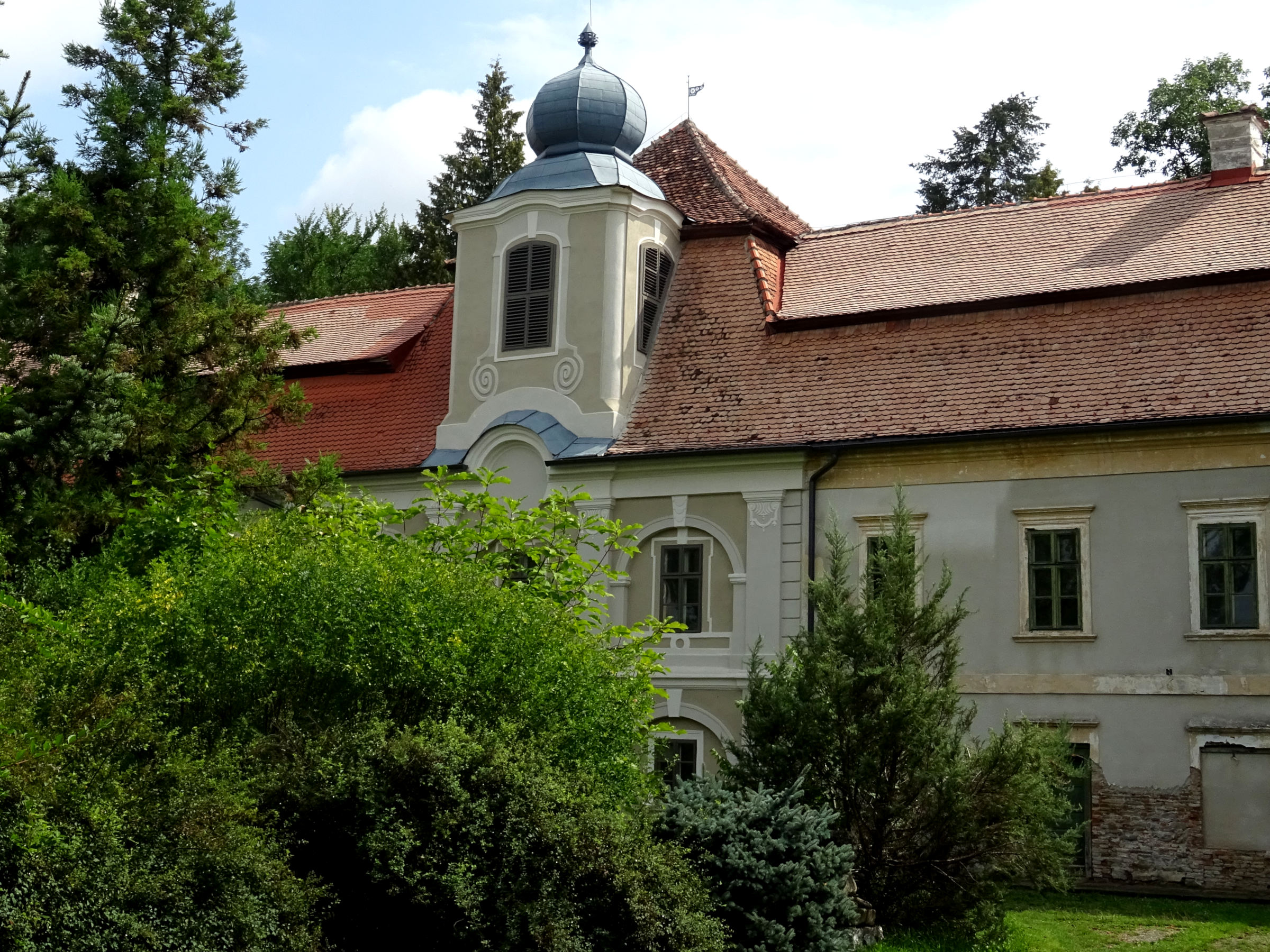
A Rákóczi–Bornemisza-kastély

- A falu fölé magasodó dombon láthatóak Görgény várának falrészei, tornyainak nyomai, alapfalai és pincéi. Valószínűleg a 14. század elején építették fel egy régebbi erődítmény alapjain, és a görgényi uradalmat birtokló zászlósúr, később pedig a székely ispán székhelye volt. Oklevélben legelőször 1358-ban említik, végleges formája az 1639–1641 közötti átépítés során alakult ki, mikor I. Rákóczi György jelentősen megerősítette és korszerű ágyúállásokkal látta el. 1708-ban, a Rákóczi-szabadságharc alatt elpuszult, köveit a későbbi uradalmi építkezésekkor használták fel.[20]
- A dombon 1730-ban a vár köveiből római katolikus kápolnát építettek; mai formáját az 1860-as években nyerte el.[47]
- A településen álló Rákóczi–Bornemisza-kastély elődjét 1642-ben építtette I. Rákóczi György reneszánsz stílusban. Többször gazdát cserélt, majd a kuruc szabadságharc után Habsburg-kézre került, akik a kastély zálogjogát 1717-ben a Bornemisza családra ruházták. A Bornemiszák kibővítették és barokk elemekkel átépítették a kastélyt, és nagyméretű angolkertet hoztak létre ritka növényfajtákkal. 1869-ben a kastély használati joga visszaszállt az államra, ezután Rudolf trónörökös vadászkastélyként használta, és számos főnemes megfordult itt. 1893-ban erdészeti iskolává alakították, ezen rendeltetését a román hatalomátvétel után is megtartotta.[25]
- Református temploma 1760-ban a régebbi, 1649-ben épített templom alapjaira épült. Román ortodox (eredetileg görögkatolikus) templomát 1855-ben emelték a régebbi, 1733 és 1750 között épült templom helyett. Római katolikus temploma 1895-ből származik, azelőtt a hívek a kastély kápolnájába jártak.[23]
- A falutól nyugatra a Mocsár-erdő tölgyese, benne hat-hétszáz éves egyedekkel.[15] Mellette tartják a helyi román fiatalság hagyományos, Szent György-napi „leányvásárát”, amelyre korábban a kastély szomszédságában került sor.[23]
- Keleti határában, három hektáron elterülő nárciszmező.[15]